# Общие сюжеты Библии и Корана
В авраамических религиях имеется определённое количество повторяющихся сюжетов и персонажей. Коран, основной религиозный текст ислама, и Библия, представляющая собой Священное писание для христианства и иудаизма, содержат многочисленные упоминания об одних и тех же личностях (реальных и мифологических) и событиях (в общей сложности — более чем о 50). В разных конфессиях существуют различия в трактовке этих фактов и событий.

## Предыстория
Средневековые христиане считали ислам христианской ересью, а Мухаммеда — лжепророком или самим Антихристом. Например, Иоанн Дамаскин (675—754), христианский святой, один из Отцов Церкви, утверждал, что Мухаммед, ознакомившись с Ветхим и Новым Заветом, а затем посовещавшись с арианским монахом Бахирой, создал собственную ересь.
Поскольку иудейская Тора (Таурат) и христианский Новый Завет (Инджиль) были созданы раньше Корана, среди религиоведов существует мнение, что версии Корана прямо или косвенно используют эти источники.
В исламской же традиции Коран считается знанием, полученным непосредственно от Аллаха — Единого Бога; в силу этого мусульманские богословы полагают, что текст Корана является наиболее достоверным, а поздние писания Библии были искажены из-за неверной передачи с течением времени.

## Сюжеты и персонажи Торы

### Адам и Ева
Сюжет о сотворении первочеловека Адама присутствует и в Библии, и в Коране. При этом в Коране обычно упоминается Бог, сотворивший Адама из «земли» или «глины» (ṭīn), хотя в одном стихе говорится о «прахе» или «грязи» (turāb(Коран, 3:59)). Бог вдыхает свой дух в Адама, как в рассказе о сотворении мира, или создаёт его, просто сказав «Будь». Затем Коран изображает ангелов, сомневающихся в необходимости создании Адама, — деталь, отсутствующая в Книге Бытия(Коран, 2:30):
И вот, сказал Господь твой ангелам: «Я установлю на земле наместника». Они сказали: «Разве Ты установишь на ней того, кто будет там производить нечестие и проливать кровь, а мы возносим хвалу Тебе и святим Тебя?» Он сказал: «Поистине, Я знаю то, чего вы не знаете!»
Кораническое повествование связано с еврейским толкованием Псалма 8, в котором рассматривается вопрос, почему Бог заботится о людях, несмотря на их ничтожество. Некоторые иудейские богословы считали, что этот вопрос задают ангелы в тот момент, когда Бог создает Адама. Это отражено в Талмуде, где ангелы возражают против зла, которое люди совершат в будущем. Именно этот сюжет мог послужить основой повествования Корана.
В кораническом повествовании упоминается, что Бог «научил Адама всем именам» и что Адам дал имена ангелам(Коран, 2:31), тогда как в книге Бытия Адам сам даёт имена животным. В этом случае разница между текстами Библии и Корана заключается в акцентах коранических текстов на всеведении Бога и превосходстве человечества над ангелами, о чём упоминалось выше.
Далее в кораническом тексте Бог повелевает ангелам поклониться Адаму, но Иблис отказывается это делать, говоря, что он лучше, чем Адам, потому что был создан из огня, а Адам — из глины. Покорение ангелов Адаму — ещё одна деталь, не упомянутая в книге Бытия, но присутствующая в сирийских христианских текстах, таких как «Пещера сокровищ», где отражено христианское представление об Адаме как изначальном аналоге Иисуса. Отказ сатаны поклоняться Адаму — ещё одна популярная внебиблейская христианская традиция поздней Античности, вошедшая в Коран. Действительно, в «Пещере сокровищ» сатана отказывается от повеления Бога преклониться перед Адамом, «поскольку я огонь и дух, и не поклоняюсь тому, что сделано из грязи», используя почти те же слова, что и в Коране.
Что касается сотворения Евы, в Коране, в отличие от Библии, о нём не говорится напрямую, но несколько стихов косвенно указывают на это, утверждая, что Бог «сотворил вас [человечество] из одной души и сотворил из неё свою половинку»(Коран, 4:1). Тема грехопадения также присутствует и в Коране, и в Библии. В Коране Бог велит Адаму и его неназванной жене жить в раю, но не приближаться к определённому дереву, которое сатана называет «деревом бессмертия», тогда как в книге Бытия говорится о двух деревьях — дереве познания добра и зла, плодов которого Адам и Ева не должны употреблять, и дереве жизни. По-видимому, это отражает сирийскую христианскую экзегезу, в которой эти два дерева считались идентичными. В Коране говорится, что сатана сам обманом заставляет Адама и Еву приблизиться к дереву, что является развитием христианского представления о том, что Змей становится воплощением сатаны. Сатана говорит Адаму и Еве, что они станут бессмертными, приблизившись к дереву, но когда они это совершают, «их нагота [становится] очевидной для них» (Коран, 7:22), и все трое изгоняются из Рая. В Коране нет упоминания о том, что Ева искушала Адама, в то время как в книге Бытия говорится, что Адам и Ева «осознали», что они были нагими. Текст Корана в этом плане более двусмысленен, в нём отражено желание сатаны «раскрыть перед ними то, что было скрыто от них из-за их наготы»(Коран, 7:20). Это может отражать сирийскую христианскую традицию, согласно которой Адам и Ева облачились в «славу» перед тем, как съесть плод с дерева, после чего они стали нагими вместо того, чтобы просто осознавать свою прежнюю наготу.
Согласно кораническому повествованию, Адам затем был прощён Богом после «получения определённых слов от Господа»(Коран, 2:37). Это также явно не упомянуто в книге Бытия, но коранический эпизод опять-таки отражён в «Пещера сокровищ» (где Бог утешает Адама и говорит, что он «сохранил его от проклятия» земли), а также в ветхозаветном апокрифе «Адамова книга», в которой Бог обещает Адаму, что последний в конце концов вернётся в рай.

### Сыновья Адама

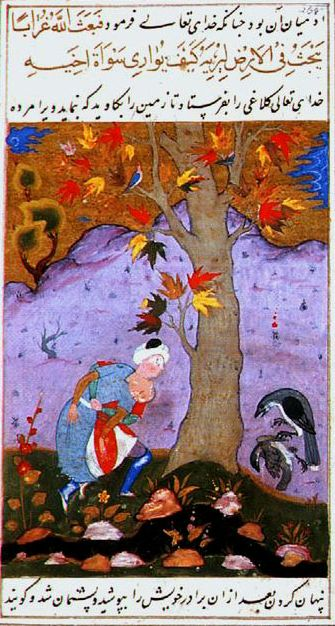
Каин, хоронящий Авеля. Изображение из иллюминированной рукописи «Истории пророков»

Согласно Библии, у Адама и Евы было двое сыновей: старший — Каин, земледелец, и младший — Авель, пастырь. Оба они приносили жертву Богу, но Бог принял только жертву Авеля. Озлобившись, Каин убил своего брата, несмотря на предупреждение Бога, и обрек себя на жизнь, полную скитаний и бесплодного труда. Коран повествует аналогичную историю о сыновьях Адама и Хаввы, но при этом имена братьев не называются.
Однако между библейской и коранической версиями имеется существенное различие: в Библии Бог говорит непосредственно с Каином, а в Коране принятый Богом брат обращается к отвергнутому, говоря:
Ведь Аллах принимает только от богобоязненных. Если ты прострешь ко мне свою руку, чтобы убить меня, Я не протяну руки к тебе, чтобы убить тебя. Я ведь боюсь Аллаха, Господа миров. Я хочу, чтобы ты взял на себя грех против меня и свой грех и оказался среди обитателей огня. Это — воздаяние неправедным(Коран, 5:27-29).
Разговор между Каином и Авелем засвидетельствован в одном сирийском источнике, хотя эта версия значительно отличается от Корана тем, что Авель умоляет своего брата не убивать его. Разговор между братьями до убийства также можно найти в Таргум Неофити, еврейской аннотации Торы на арамейском языке.
Согласно Корану, отвергнутый брат затем убивает младшего (как Каин и поступает с Авелем). Затем в Коране Бог посылает ворона выкопать землю, чтобы показать Кабилю как скрыть тело убитого брата, и убийца сожалеет о своем поступке, глядя на ворона. Хотя ворон, роющий землю для погребения Авеля, появляется в некоторых поздних небиблейских христианских и иудейских источниках, таких как Танхума, самое раннее изложение этого эпизода появляется именно в Коране.
Затем Коран извлекает из убийства мораль, которой нет в тексте Торы:
По этой причине предписали Мы сынам Исраила: кто убил душу не за душу или не за порчу на земле, тот как будто бы убил людей всех, А кто оживил её, тот как будто бы оживил людей всех.(Коран, 5:32).
Этот стих почти идентичен отрывку из трактата Санхедрин в Мишне, части еврейского Устного Закона, который также заключает, что урок убийства Авеля состоит в том, что «всякий, кто уничтожает одну душу, рассматривается так, как если бы он уничтожил целый мир, и всякий, кто спасает одну душу, считается спасшим целый мир».

### Ной (Нух) и всемирный потоп

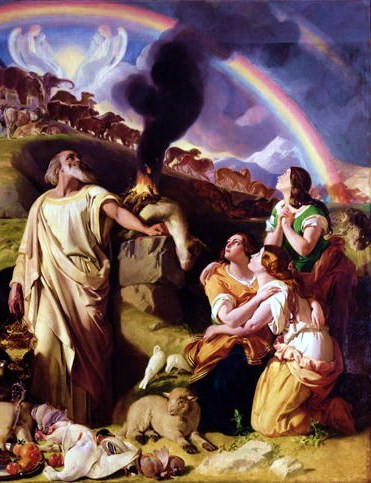
Жертвоприношение Ноя, картина Д.Маклиса

И в Библии, и в Коране Ной (Нух) описывается как праведник, живший среди грешных людей, которых Бог уничтожил, наслав на землю потоп, но при этом спас Ноя, его семью и животных, приказав ему построить ковчег. В обеих священных книгах говорится, что Ной прожил 950 лет. Но в отличие от книги Бытия, где не упоминается о речах Ноя перед тем, как он покинул ковчег, кораническая история меньше фокусируется на деталях потопа и больше — на безуспешных попытках Ноя предупредить свой народ, описывая попытки пророка обратить нечестивых соотечественников к праведности. Этот акцент на деятельности Ноя как проповедника, тщетно пытающегося спасти других, хотя и не обнаружен в самой Торе, появляется в христианских источниках уже во втором послании Петра и присутствует в еврейских и христианских источниках времён поздней Античности, включая Талмуд. В тексте Корана подчёркивается решающее значение того, что Ной (Нух) и другие библейские персонажи были прототипами исламского пророка Мухаммеда, проповедуя праведность, чтобы спасти свой народ от гибели.
В отличие от Библии, текст Корана подразумевает, что народ Ноя отверг не только его самого, но и нескольких других пророков, предупреждавших о грозящем потопе(Коран, 25:37).
Библия и Коран также расходятся в оценках относительно судьбы семьи Ноя. Согласно Библии, все ближайшие родственники Ноя были спасены, включая трёх его сыновей. Но в Коране упоминается сын Ноя, который отвергает ковчег, вместо этого решив укрыться на горе, где находит свою погибель. Ной просит Бога спасти его сына, но Бог отказывается. Это подкрепляет коранический акцент на приоритете веры и праведного поведения над семейными узами. Эпизод с сыном Ноя также может быть связан с отрывком из Книги Иезекииля, который аналогичным образом подчеркивает праведность над кровными узами, заявляя, что «даже если бы Ной, Даниил и Иов жили там [в грешной стране] … они могли бы жить там, не спася ни сына, ни дочь, только самих себя своей честностью». Но в то время как сын Ноя, который не хочет спастись, у Иезекииля является лишь гипотетической фигурой, в Коране он фигурирует как реальный сын пророка, традиционно отождествляемый (хотя и не самим Кораном) с библейской фигурой Ханаана. Коран также оценивает жену Ноя как пример грешницы, которая была обречена на адский огонь без дальнейших разъяснений(Коран, 66:10), хотя некоторые исламские экзегетические традиции утверждают, что она назвала Ноя сумасшедшим и впоследствии утонула во время наводнения. В Библии нет подобного упоминания, хотя в некоторых гностических легендах говорится об изображении жены Ноя как грешницы.

В Коране сказано, что Ноев ковчег покоится на горе Джуди (расположен на юго-востоке современной Турции). 
И было сказано: «О земля, поглоти свою воду! О небо, перестань!» Вода спала, и свершилось веление. Ковчег пристал к эль-Джуди, и было сказано: «Да сгинут люди несправедливые!»
В Библии же сказано, что ковчег лежит на горе Арарат. Из за неверного толкования библейского выражения Харе Арарат (буквально «горы Арарат») район возле Арарата стал называться Масис. В XI и XII веках в армянской литературе появляется традиция отождествления Масиса с историей Ноя. Поздние толкователи определили местом высадки Ноя гору, которая теперь называется Джабаль-Джуди. В еврейской литературе название «Арарат» на самом деле означало название древнего государства Урарту, которая охватывало территорию восточной Турции. Эта обширная горная местность была известна в арамейских и сирийских текстах как Карду; в греческих, римских и поздних христианских — Гордьен; в армянском языке — Кордух. Вариантные формы этого имени заставили некоторых учёных ошибочно объединить Карду с Курдистаном.

### Авраам (Ибрахим)

#### Жертвоприношение сына

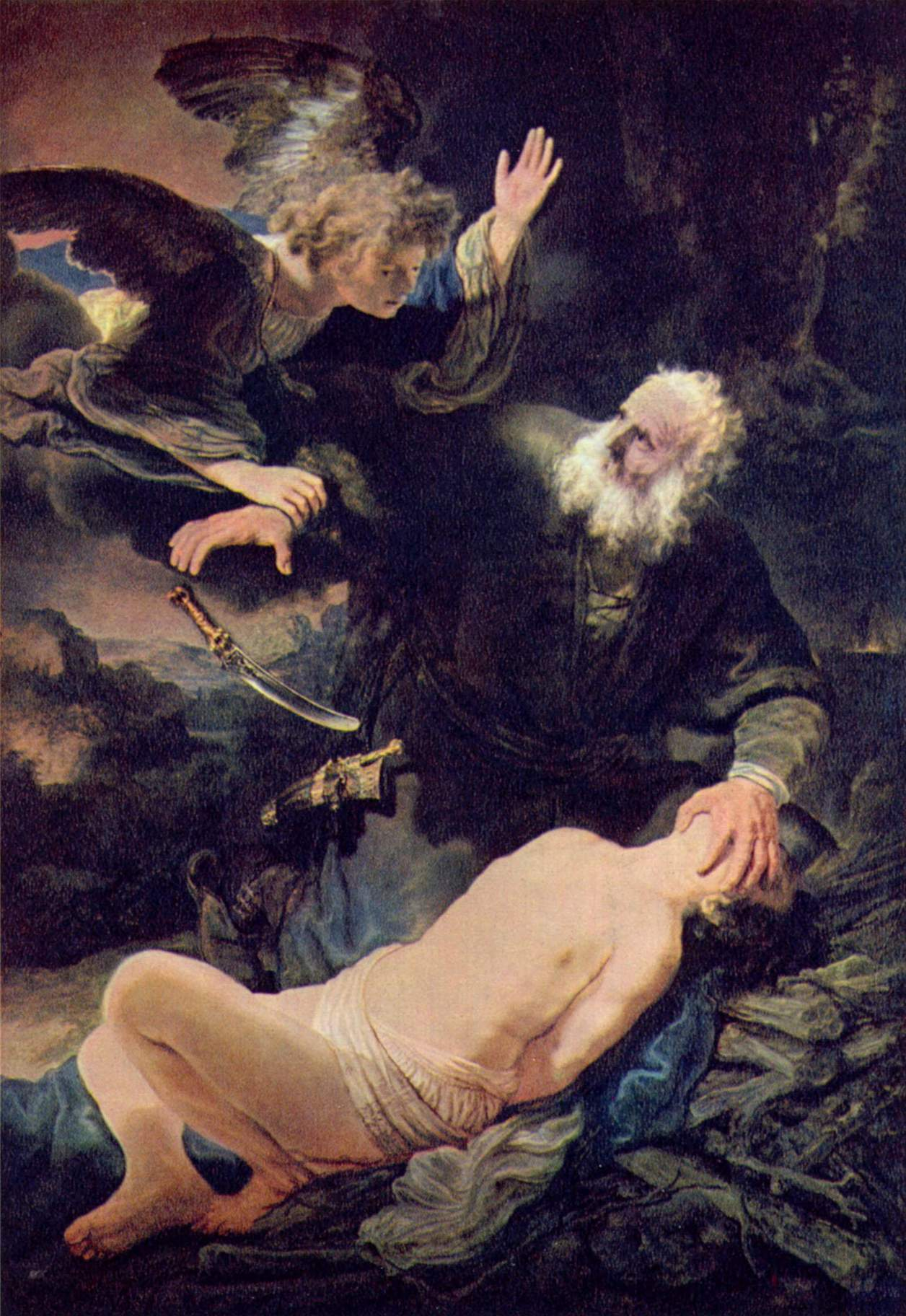
Рембрандт. Жертвоприношение Исаака, 1635 г.

Согласно Корану, Бог даровал пророку Ибрахиму (Аврааму) и его жене Саре сына, о предстоящем рождении которого сообщили ангелы. В суре «Ас-Саффат» рассказано о даровании Ибрахиму «кроткого юноши» и сне, в котором Аллах требует от него принести сына в жертву. Ибрахим был готов выполнить это требование, но Аллах заменил его жертву бараном. Так Аллах испытал своего пророка. История о жертвоприношении сына пророка Ибрахима восходит к библейскому рассказу, но имя сына не названо. Согласно кораническому контексту, им может быть как старший сын Исмаил (Измаил), так и Исхак. Большинство комментаторов Корана утверждало, что этим сыном был Исмаил, но были и те, кто видели в нём Исхака. Что касается Исмаила (отождествляется с библейским Измаилом), согласно Корану, он был старшим сыном и первенцем Ибрахима от египтянки Хаджар (Агарь), и его историческая роль в мусульманской традиции гораздо значительнее, чем в библейской. В Коране Исмаил называется среди тех, кому было ниспослано божественное откровение (вахй), он учил людей молитве и по воле Аллаха вместе с отцом отстроил Каабу.
В Библии (книга Бытия) Авраам является первым из трёх еврейских патриархов (Авраам, Исаак, Иаков) и первым, кто в Библии называется евреем (Быт. 14:13) и родоначальником еврейского народа. История с жертвоприношением Исаака описана в Библии следующим образом.
Жена Авраама Сарра, несмотря на то, что была уже стара, зачала и родила сына. Столетний Авраам нарёк сына Исааком и обрезал в восьмой день от его рождения. В день, когда Исаак был отнят от груди матери, отец устроил большой пир. Однако Исмаил — сын Авраама от Агари — насмехался над Исааком, и увидевшая это Сарра велела Аврааму выгнать рабыню вместе с её сыном. Аврааму это показалось неприятным, но Бог подтвердил слова Сарры. Тогда Авраам дал Агари хлеб и мех воды и отпустил её вместе с Исмаилом, а затем заключил союз с Авимелехом о колодце в Вирсавии, выдав ему мелкого и крупного скота, насадил при Вирсавии рощу и долго странствовал по Филистимской земле (Быт. 21). После этого Бог решил испытать послушание Авраама и велел ему принести Исаака в жертву. Авраам вместе с Исааком и ещё двумя отроками, взяв наколотых для всесожжения дров и сев на своего осла, отправился, куда указал ему Бог — к горе Мориа. По дороге на гору на вопрос сына о том, где же агнец для всесожжения, Авраам отвечал, что Бог укажет, однако на месте на вершине горы Авраам собрал жертвенник, разложил дрова и, связав Исаака, положил его поверх дров. Но когда он занёс руку с ножом, чтобы заколоть сына, к нему с неба воззвал ангел. Через него Бог сообщил Аврааму, что теперь знает о его страхе перед Богом, а также повторил свои обещания Аврааму о множестве потомков и благословении, пообещав также им военные победы. После этих событий Авраам вернулся в Вирсавию (Быт. 22).

#### Путешествия Авраама в Библии и Коране
В Библии описаны путешествия Авраама в Ираке-Сирии, затем в Ханаане, Фаране и Египте, а в последние дни жизни — в Ханаане и Хевроне. И Исаак, и Измаил присутствуют на похоронах Авраама.
Согласно Корану, Ибрахим много путешествовал, в частности побывал в Египте, где фараон пытался отнять у него жену. Затем по приказу Аллаха, Ибрахим привел Хаджар (Агарь) вместе с сыном Исмаилом в Мекку. Согласно преданию, могила пророка Ибрахима находится в палестинском городе Хевроне.

### Лот, Содом и Гоморра
Согласно Библии (книга Бытия), после посещения Авраама два ангела посещают город Содом, где живёт племянник Авраама Лот. Они сообщают Лоту, что Бог скоро разрушит город из-за нечестивости жителей. Жители города, прознав, что у Лота гости-мужчины, пришли к его дому и потребовали, чтобы мужчин вывели, чтобы они могли заняться с ними сексом. Лот, в свою очередь, предложил горожанам своих невинных дочерей взамен ангелов. Ослепив жителей города, ангелы велели Лоту и его семье бежать из города и не оглядываться. На следующее утро Бог разрушил Содом и Гоморру ливнем огненных камней с неба. Жена Лота, уходя, оглянулась и, увидев горящий город, превратилась в соляной столб.
История Лота продолжается и после разрушения городов, когда он покинул Сигор (куда бежал в поисках убежища) со своими двумя дочерьми, чтобы жить в пещере. Поскольку все мужчины их рода были мертвы, дочери Лота решили, что для того, чтобы «сохранить семя своего отца» и произвести потомство, им необходимо вступить с отцом в половую связь; для этого они решают напоить отца допьяна, чтобы «лечь с ним» и получить его семя. Каждая из дочерей спит со своим отцом, напоив его до бессознательного состояния, и, таким образом, зачинает от его детей. Далее в Библии говорится: «И родила старшая дочь сына, и нарекла ему имя Моав; он является отцом моавитян до сего дня. И младшая тоже родила сына, и нарекла ему имя Бен-амми: он является отцом аммонитян до сего дня». На этом библейская история Лота заканчивается.
Согласно Корану, Лот (или Лут, как его называют в Коране) был пророком и племянником пророка Ибрахима (Авраама). Группа ангелов посетила Ибрахима(Коран, 15:51) и передала ему радостную весть о сыне, «наделенном мудростью»(Коран, 11:69)(Коран, 15:53); ангелы сказали ему, что посланы Богом к «виновным людям»(Коран, 15:58) Содома(Коран, 11:70), чтобы уничтожить их(Коран, 29:31)(Коран, 29:34) «ливнем из глиняных камней (серы)»(Коран, 51:33-34) и освободить Лута и тех, кто верил ему. Однако жена Лута была исключена из числа тех, кто будет спасён; ангелы сказали: «Она из тех, кто отстанет»(Коран, 29:32)(Коран, 15:59). Коран использует жену Лута как «пример для неверующих», поскольку она была замужем за праведником, но отказывалась верить его словам и, соответственно, была приговорена к адскому огню(Коран, 66:10), в остальном история их выхода из города описана примерно так же, как в Библии. История Лута в Коране заканчивается описанием разрушения города.
В описаниях сюжетов о Лоте в Коране и Библии есть несколько различий. Так, в Коране Лут описывается как пророк, как и его дядя Ибрахим. В книге Бытия (Быт. 19:1—29) Лот не упоминается как пророк. В Новом Завете (2Петр. 2:7, 8) апостол Пётр описывает Лота как праведника, которого ежедневно мучили беззакония, которые он видел в Содоме.
И в Библии, и в Коране Авраам умоляет Бога смилостивиться над жителями Содома (Быт. 18:24—33)(Коран, 11:75).
В книге Бытия жена Лота уходит вместе с мужем, но ненадолго оборачивается, и Бог превращает её в соляной столб (Быт. 19:26). В Коране нет прямого упоминания о её уходе; скорее, Луту и его последователям ангелы приказали не оборачиваться, но Луту сообщили, что его жена повернётся и оглянется назад(Коран, 11:123) и, таким образом, погибнет вместе с двумя городами(Коран, 11:81). После разрушения Содома Библия описывает инцест между Лотом и двумя его дочерьми по желанию последних (Быт. 19:30—38), Коран же не описывает подобных событий.

### Иосиф (Юсуф)
Повествование об Иосифе в Библии можно найти в книге Бытия (Быт. 37—45), в Коране ему соответствует Юсуф, который является одним из почитаемых пророков в исламе. Согласно Корану, Юсуф отличался необычайной красотой, а также способностью толковать сны. Истории его жизни посвящена 12-я сура Корана «Юсуф»(Коран 12: 1-102), состоящая из 111 аятов.
Сходство между историями Иосифа и Юсуфа отмечается во многих аспектах: так, они являются сыновьями Иакова и Якуба (отождествляется с библейским Иаковом) соответственно. Кроме того:
- Оба стали влиятельными фигурами в своих обществах;
- Оба были проданы своими братьями в рабство в Египет;
- Оба предсказывали будущее и имели пророческий дар;
- Оба играли важную роль в спасении своих народов от голода.

В Библии Иосиф был любимым сыном отца (Иакова) (Быт. 37:3), и ненавистен своим старшим десятерым братьям, которые захотели убить его. Однажды братья ушли пасти скот, и отец позвал Иосифа и послал посмотреть, как у братьев обстоят дела. Братья, увидев Иосифа, решили убить его, однако старший из братьев, Рувим, желая спасти невинного младшего брата, уговорил остальных бросить Иосифа живым в ров, предварительно раздев. Но случайно проходившие мимо с караваном измаильтяне или аравитяне выкупили Иосифа за 20 серебренников и перепродали в ЕгипетБыт. 37:26. Братья испачкали одежды Иосифа в крови заколотого козла, чтобы Иаков поверил в смерть сына от хищного зверя (Быт. 37:1-36).
И в Библии, и в Коране Иосифу (Юсуфу) было видение одиннадцати звезд, солнца и луны, поклонившихся ему (Быт. 37:3, Коран 12: 1-102).
В Египте Иосиф рос в доме чиновника Потифара. Когда Иосиф стал взрослым мужчиной, жена Потифара попыталась соблазнить его. Иосиф бежал, но его поймали слуги чиновника, а жена Потифара оклеветала Иосифа, заявив, что он пытался её изнасиловать. (Юсуф | 12.25; Бытие 39:12). В Библии и Коране эти сюжеты различаются.
В Библии учитель Иосифа (по имени Потифар) отказывается поверить в отрицание Иосифа и заключает его в тюрьму. В Коране же хозяин Юсуфа (известный только как «Визирь») принимает предложение другого мудрого человека проверить тунику Юсуфа. Если его оторвать спереди, утверждает мудрый человек, это докажет, что Юсуф лжец; но если оно будет оторвано со спины, Юсуф будет оправдан, а жена господина окажется лгуньей и прелюбодейкой. Визирь делает выговор жене и разрешает Юсуфу остаться в доме. Жена визиря устраивает пир для женщин, которые сплетничали о ней и о Иосифе, дающем им ножи; Иосифу велено явиться к жене и её подругам; они режут руки ножами. (Библия не упоминает пир), «постбиблейская еврейская традиция» описывает Потифара, который подает фрукты сплетникам, которые нечаянно порезались, отвлекаясь на внешность Иосифа. [60] Хотя визирь снова признает невиновность Иосифа, он приказывает тем не менее его посадить в тюрьму. В тюрьме Иосиф встречает двух мужчин. Один мечтает делать вино, а другой мечтает нести стопку хлеба, которую едят птицы. Иосиф говорит первому, что он снова будет служить фараону, а второй будет казнен. Оба события происходят в точности, как и предсказывал Джозеф. Хотя Иосиф просит первого человека довести свое имя и несправедливое заключение до сведения фараона (в Коране он упоминается как только король, а не фараон), первый человек быстро забывает о нём, когда ему возвращается королевская благосклонность.
Когда-то после этого фараону приснился сон:
(Бытие 41: 17-24) "17. Тогда фараон сказал Иосифу: " Во сне я стоял на берегу Нила, 18. когда из реки вышли семь коров, тучных и гладких, и они паслись среди тростника. 19. Вслед за ними подошли ещё семь коров — тощие, очень некрасивые и тощие. Я никогда не видел таких уродливых коров во всей Земле Египта. 20. Худые уродливые коровы съели семь жирных коров, которые пришли первыми. 21. Но даже после того, как они их съели, никто не мог сказать, что они это сделали; они выглядели так же уродливо, как и раньше. Затем я проснулся. «22.» Во сне я также видел семь полных и хороших зерен, растущих на одном стебле. 23. После них выросли ещё семь голов — иссохшие, тонкие и опаленные восточным ветром. 24. Тонкие колосья зерна поглотили семь хороших колосьев. Я рассказал об этом волшебникам, но никто не смог мне это объяснить ".
(Коран: Юсуф | 12.43) Царь (Египта) сказал: "Я действительно вижу (в видении) семь толстых коров, которых пожирают семь тощих, и семь зеленых кукурузных початков и семь (других) засохших. О вы, вожди ! Объясни мне мое видение, если ты можешь истолковывать видения ".
Виночерпий фараона, который ранее был заключен в тюрьму вместе с Иосифом, внезапно вспоминает свое обещание и рассказывает фараону о человеке, который предсказал свое собственное восстановление в милости. Фараона отправили в темницу, прося Иосифа истолковать его сон.
В кораническом описании Иосиф настаивает на том, чтобы жена визиря оправдала его перед королем, прежде чем Иосиф согласится сделать это (это не упоминается в Библии); Фараон вызывает жену визиря, которая признает свою ложь об Иосифе и заявляет о его невиновности. Коран теперь воссоединяется с библейским повествованием, где Иосиф раскрывает значение царского сна: в Египте будет семь лет урожая, за которыми последуют семь лет голода, и голод будет хуже изобилия. Царь наградил Иосифа, поручив ему распоряжаться хранилищами и всей землей Египта.
Во время голода братья Иосифа пришли в Египет, чтобы купить еды, но младший остался с отцом. Хотя Иосиф узнал их, они не узнали его. Он потребовал, чтобы они вернулись с пропавшим братом. Братья возвращаются домой и обнаруживают, что Иосиф спрятал в своих рюкзаках больше, чем они заплатили. Они спросили отца, могут ли они вернуться с младшим братом. Неохотно их отец позволяет это. Они возвращаются, и после ещё нескольких инцидентов Иосиф в конце концов открывается своим братьям. (Бытие 45: 1; Юсуф | 12.90).
И в Коране, и в Библии пропавшим братом является Вениамин (арабский: بن يامين), единственный полнокровный брат Иосифа. Остальные — сводные братья.
Коран правильно не называет царя Египта во времена Иосифа «фараоном». Титул «фараон» царям Египта был присвоен позже, в период Нового царства. Этого различия нет в Библии.
Впоследствии, во время Исхода из Египта, Моисей вынес останки Иосифа, чтобы перезахоронить их в земле Израиля (Исх. 13:19).
Мусульмане считают, что могила Юсуфа находится возле пещеры Махпелы (также Пещера Патриархов) в Хевроне, там же, где захоронены библейские праотцы Авраам, Исаак и Иаков.

### Моисей (Муса)
В Библии повествования о Моисее содержатся в книгах Исход, Левит, Числа и Второзаконии. Повествования здесь в основном содержатся в Исходах 1-14 и 32. В Коране рассказ о Мусе находятся в следующих отрывках: 2.49-61, 7.103-160, 10.75-93, 17.101-104, 20.9-97, 26.10-66, 27,7-14, 28,3-46, 40,23-30, 43,46-55, 44,17-31 и 79,15-25.
Фараон убил юных сыновей израильтян (II: 46), и, чтобы избежать этой участи, мать Моисея бросила Моисея в младенчестве в маленький ковчег, где Бог защитил его. Моисей был найден домом фараона, который усыновил его. Сестра Моисея, Мириам, последовала за Моисеем и посоветовала, чтобы его собственная мать служила ему кормилицей. Когда Моисей стал взрослым, он увидел египтянина, сражающегося с израильтянином, заступился и убил египтянина. На следующий день израильтянин спросил, собирается ли Моисей убить и его. Фараон пытался убить Моисея, и Моисей убежал на водопой в Мадиаме. Он встретил сестер и поил их стадо. Когда отец женщины, Иофор, узнал о Моисее, он пригласил его остаться и дал ему дочь Сепфору, чтобы жениться.
В Мадиаме Моисей увидел огонь и подошел к нему. Бог проговорил к нему и сказал ему снять обувь. Бог сказал, что он выбрал Моисея. Бог сказал бросить свой посох и протянуть руку в знак знамений. Его посох превратился в змею, а затем вернулся в форму посоха. Его рука побелела, хотя он не был болен. Бог повелел ему пойти к фараону, чтобы передать послание. Моисей сказал, что он не может хорошо говорить. Итак, Бог предоставил Аарону, своему брату, помочь Моисею говорить.
Бог послал Моисея ко двору фараона. Фараон отказался слушать Моисея. В ответ Моисей бросил свой посох, и он превратился в змею. Это побудило магов фараона также сбросить свои посохи, которые также превратились в змей. Но змеи волшебников фараона были проглочены змеем Моисея.
Бог вызвал голод. Бог послал язвы саранчи, лягушек, крови и разрушения. Бог послал фараону по крайней мере девять знамений, но фараон проигнорировал эти знамения. Когда он больше не мог игнорировать их, он согласился отпустить израильтян. Однако после того, как Бог допустил покой, фараон не сдержал свое слово и отказался отпустить израильтян. В качестве наказания Бог заставил каждого первенца египетского сына умереть и пощадил каждого израильтянина (первая Пасха). Фараон впал в истерику и потребовал, чтобы Моисей и израильтяне немедленно ушли — только для того, чтобы преследовать их со своей армией после их ухода. Затем Бог помог Моисею увести израильтян в пустыню и через море. Моисей ударил своим посохом в море, и море раскололось пополам, обнажив сушу (при этом образовав стену из воды с каждой стороны), через которую израильтяне могли пройти. Фараон и его армия догнали израильтян, но вода вернулась в свое первоначальное состояние. Фараон и его армия утонули. (Исход 14: 7, II: 47)
Моисей оставил евреев на сорок ночей. Он поставил своего брата Аарона ответственным за народ (Аль-Бакара | 2.48) На горе Бог дал Моисею откровение заповедей, которым Израиль должен следовать. Бог сделал таблички с надписями, которые Моисей отнес в Израиль.
Моисей попросил увидеть Бога. Люди увидели огонь, молнию и гору и испугались. Пока Моисей ушел, израильтяне потребовали поклониться идолу. Из золота своих украшений они построили золотого тельца, который, по их словам, был богом, спасшим их из Египта. Аарон их не останавливает. Затем Моисей вернулся и отчитал их и Аарона. Многие были убиты за свои действия. Бог послал манну и перепелов для еды, но евреи все ещё восставали против Бога и жаловались на еду. Моисей попросил у Бога воды, и Бог ответил ему. Моисей ударил своим посохом камень, и потекла вода. Израильтяне были разделены на двенадцать колен.
Бог дал израильтянам изобильную землю, но это произошло в разное время в двух отрывках из Священных Писаний. Помимо этого и многих дополнительных деталей в Торе, [цитата необходима] есть и другие отличия:
Библейский Моисей не хочет становиться пророком и оправдывается. В конце концов он соглашается, и Аарон сначала говорит и творит чудеса, пока Моисей не будет готов и не вступит во владение. В Коране Аарон стал посланником Бога по просьбе Моисея, чтобы поддержать его в трудной задаче. Моисей попросил Бога оказать ему человеческую поддержку со стороны его семьи, затем просит Аарона (своего брата) хвалить Аарона, говоря, что он (Аарон) оратор лучше, чем он (Моисей).
Колдуны в коранической истории раскаиваются, увидев знамения Моисея, и подчиняются Богу в гневе фараона.
В Коране фараон не раскаивался, но пытался обмануть Моисея и Бога, говоря, что теперь он верит в единого Бога, Бога Моисея и Аарона (при тонусе).
В Библии Моисей сначала идет к фараону, не показывая никаких знаков.
В Исходе Аарон помогает создать золотого тельца. В Коране сам Аарон был посланником Бога и представлял Моисея в его отсутствие. Он изо всех сил выступил против этой идеи и предупредил израильтян, что Бог рассердится на них. В Коране человек по имени Самири (не путать с самаритянами) заставляет израильтян поклоняться золотому тельцу.
В Коране фараон утонул, но Бог сказал в Коране, что он сохранил тело фараона в качестве примера для будущих поколений.

### Корей
История убийства Корея появляется в книге Чисел (Чис. 16:1-50) в Торе и суре аль-Касас 28:76–82 в Коране. Корей был израильтянином, жившим во времена Моисея. Из-за нечестивости Корея Бог наслал на него погибель, разверзнув землю и отправив в преисподнюю Корея и его дом (Чис. 16:31—33, аль-Касас 28:81). В Коране Корей просто слишком высокомерный богатый человек. В Библии Корей описан как богач, недовольный правлением Моисея и священством Аарона, один из руководителей неудавшегося бунта против Аарона и Моисея.

## Поздние библейские сюжеты

### Гедеон и Саул (Талут)

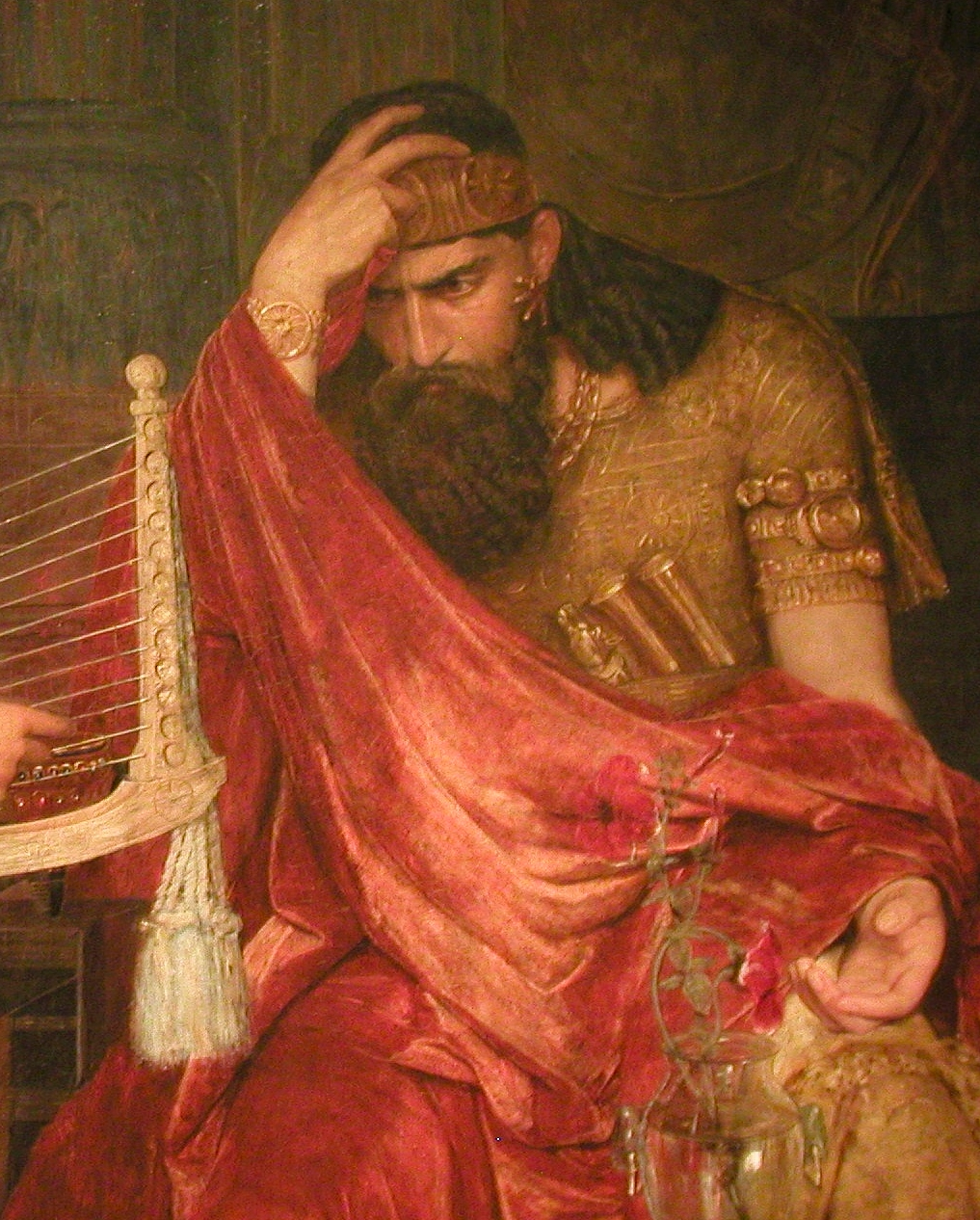
«Давид и Саул» фрагмент, Эрнст Юсефсон

И в Коране, и в Библии имеются сюжеты о победах меньших армий над бо́льшими. Одним из них считается повествование Ветхого Завета, где фигурирует Гедеон, пятый по счёту из судей израильских, а его кораническим аналогом считается Талут (обычно переводится как Саул).
В Книге Судей Гедеон получает повеление от Бога вести израильтян на войну против мадианитян. Гедеон сопротивляется, но соглашается, попросив Бога послать ему три испытания. Перед сражением Бог велит Гедеону отослать тех, кто тоскует по дому или боится смерти. Поскольку армия все ещё достаточно велика, чтобы полагаться на собственные силы для победы, Бог велит Гедеону следить, как воины пьют из реки и тех, кто не собирает воду руками, а лакает воду, как собака, отправить по домам. Оставшиеся израильтяне идут к победе.
В Коране Талут (упоминается в суре 2-й «Аль-Бакара» (Корова; 2:247-251)) выступил с воинами против Джалута (Голиафа), предварительно испытав их водой реки: те воины, которые отказались пить её, остались с царём (в Библии такой мотив отнесён к Гедеону; Суд. 7:5—7). С помощью Дауда (Давида) Джалут был побеждён. Предание развивает сюжеты и мотивы, связанные с высоким ростом Талута, с содержимым Ковчега и его попытками убить Дауда.

### Давид и Голиаф (Давуд и Джалут)
История появляется в 1 Царств 8-12 и 17: 1-58. Израильтяне просят пророка Самуила о царе. Бог посылает Самуила назначить Саула царем, хотя и с предупреждением, что цари берут только от своего народа. По крайней мере, несколько человек недовольны выбором Самуила, но затем Саул пророчествует и одерживает несколько побед, поэтому люди принимают его. Позже Саул теряет благосклонность Бога, и Бог обещает назначить царем кого-то другого. Филистимляне атакуют и подкрепляются страхом, вызванным их чемпионом Голиафом, великаном. Бог посылает Самуила завербовать Давида, который убивает Голиафа. В конце концов Давид становится новым царем Израиля.
Похожая история появляется в Коране 2: 246—251. Израильтяне требуют от своего пророка назначить царя, и поэтому Бог назначает человека Талута. Народ плохо откликается на подбор, расстраивается, что Талут не кажется особенным. Бог возвращает Ковчег Завета израильтянам, чтобы подтвердить Свой выбор (это событие предшествует Саулу в Библии). Талут ведет людей на битву против армии во главе с генералом Голиафом. Израильская армия мала и сомнительна, но некоторые люди верят, что Бог все ещё может дать им победу. Затем Давид убивает Голиафа и становится царем Израиля. Рассказ также имеет сходство с тем, когда Гедеон возглавлял армию. См. выше подраздел «Гедеон и Саул/Талут».

## Сюжеты Нового Завета

### Захария и Иоанн Креститель

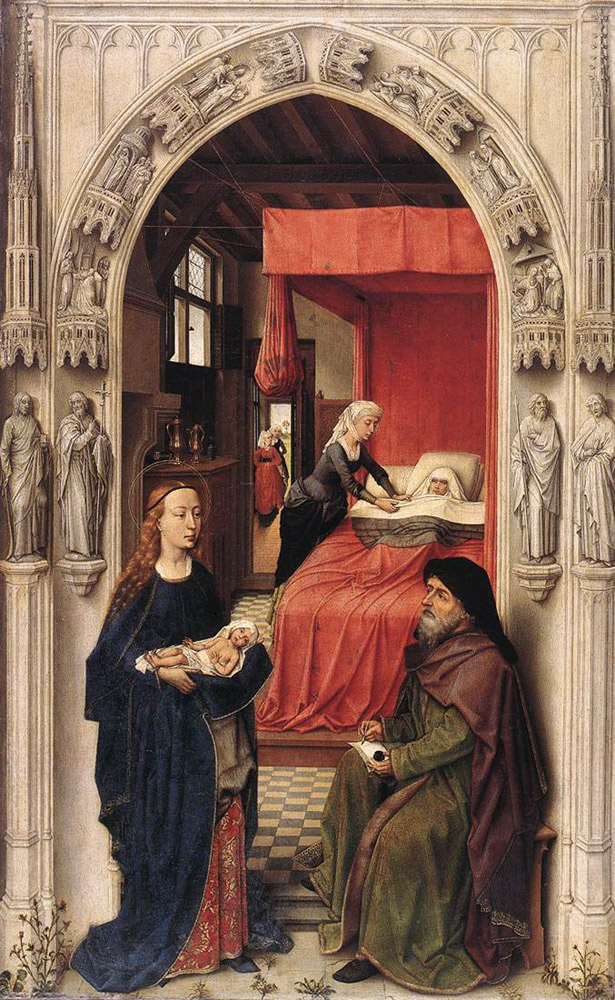
«Наречение Иоанна Крестителя»
(картина Рогира ван дер Вейдена. Разрешившаяся от бремени Елизавета лежит в кровати, на переднем плане Захария пишет имя сына)

История Захарии рассказана в Евангелии от Луки, а также в Коране (3.37-41 и 19.2-15). В обоих повествованиях Захария и его жена доживают до старости, будучи бездетными. Как повествует евангелист Лука, архангел Гавриил, явившись его отцу Захарии в Храме, возвестил о рождении у него сына, сказав «многие о рождении его возрадуются, ибо он будет велик пред Господом; не будет пить вина и сикера, и Духа Святаго исполнится ещё от чрева матери своей» (Лк. 1:13-17). Захария выразил недоверие ангелу, и за это тот покарал его немотой: «и вот, ты будешь молчать и не будешь иметь возможности говорить до того дня, как это сбудется, за то́, что ты не поверил словам моим, которые сбудутся в свое время» (Лк. 1:20).
По окончании дней службы Захарии в храме его жена, праведная Елисавета, зачала (Лк. 1:23-24) и в своё время родила сына (Лк. 1:57). Однако дар речи к Захарии вернулся не в сам день рождения сына, а лишь в то время, когда зашла речь о наречении имени младенцу — Иоанн, на восьмой день (Лк. 1:59-64).
В Коране пророк Закарийя упомянут 7 раз. Отождествляется с библейским священником Захарией и является отцом пророка Яхьи (Иоанна Крестителя). Согласно Корану, возрасте около 100 лет у Закарийи не было детей и он стал молить Бога о потомстве, и однажды к нему явились ангелы и предсказали, что от него родится пророк Яхья. Закарийя не поверил этому и попросил дать ему знамение. Аллах отнял у него способность к речи на три дня в качестве знамения о рождении Яхьи. После этого у Закарийи родился сын Яхья, это произошло за полгода до рождения пророка Исы. Яхья помогал Исе в проповеди среди своего народа.

### Дева Мария (Марьям)
Марьям в исламе отождествляется с евангельской Девой Марией, матерью Иисуса (араб. يسوع‎, в исламе — матерь пророка Исы, араб. عيسى‎). Дочь Имрана и сестра Харуна (Аарона). Мать Марии, Ханна (в христианстве — Святая Анна), не могла иметь детей и по обету передала дочь для служения в Храме пророку Закарийе. Мария почитается как благочестивая женщина, и ей посвящена 19-я сура Корана. 

И (также Аллах приводит примером для уверовавших) Марьям, дочь Имрана, которая сохранила свой (женский) орган [её не коснулся ни один мужчина]. И Мы (послали к ней ангела Джибрила и) вдунули в него [в разрез в её одеянии] от Нашего духа [от духа, которым Мы владеем] (который принёс Джибрил). И она приняла истинными слова своего Господа и Его писания (которые Он ниспослал Своим посланникам) и была из числа особо благочестивых [всецело подчинившихся Аллаху].— Коран, Ат-Тахрим 12, перевод смыслов Абу Аделя
Мария родила Ису, и он произнёс первые слова ещё в колыбели, объявив о своей пророческой миссии. В Новом завете сюжет о разговоре Иисуса Христа в колыбели отсутствует, однако он находится в апокрифах, в частности в «Арабском Евангелии детства Спасителя».
Расхождением ислама с христианством является то, что Коран описывает Марию как сестру Аарона (Марьям 28), являющегося старшим братом Моисея, которые жили более тысячи лет до рождения Марии. В ат-Тахрим 12 расхождение повторяется, так как её называют дочерью Амрама, который был отцом Моисея, таким образом смешивая повествования о Марии и Мириам. Этому расхождению посвящён хадис исламского богослова Муслима ибн аль-Хаджжаджа: 

Сообщается, что аль-Мугъира ибн Шу‘ба сказал: — Когда я приехал в Наджран, (люди Писания) стали спрашивать меня: «Почему вы, читаете (в Коране): „О сестра Харуна!“ (сура „Марьям“, аят 28), хотя Муса (жил) на столько-то и столько-то лет раньше ‘Исы?!» Приехав к Посланнику Аллаха ﷺ я спросил его об этом, и он сказал: «Поистине, они обращались (к людям) по именам своих пророков и праведников, которые жили до них».— Сахих Муслим 2135
Мусульманские толкователи отрицают ошибку, утверждая, что «сестра Аарона» в данном контексте означает «добродетельная женщина».

## Другие сюжеты и персонажи
Семь отроков Эфесских — легенда о христианских мучениках времён императора Декия (249—251), замурованных в пещере за веру после отказа принести жертву языческим богам. Эта история также упоминается в суре аль-Кахф Корана, где они известны как Асхаб аль-Кахф (араб. أصحاب الكهف‎ —  обитатели пещеры‎).